# Vieno Simonen
Vieno Simonen (née Vartiainen le 27 décembre 1898 à Peräseinäjoki et mort le 20 juin 1994 à Pyhäselkä) est une agricultrice et une femme politique finlandaise,,. 

## Biographie
Vieno Vartiainen fréquente une école de filles jusqu'en 1914 puis se forme dans une école d'artisanat à Kuopio,. Après une formation de postière à Pulkkila et Iisalmi, elle commence à travailler au bureau de poste de Hammaslahti en 1921. La même année, elle devient trésorière de l'organisation Martta à Hammaslahti et épouse le fermier Oskar Simonen en 1922. Le couple a sept enfants. Après la mort d'Oskar en 1938, les responsabilités de la ferme sont assumées par Vieno,.
Au cours des années 1940, elle est active dans diverses organisations humanitaires, dont Lotta Svärd.
Pendant les guerres d'hiver et de continuation, Vieno Simonen participe à des actions d'aide sociale et diaconales. À la fin de la guerre d'hiver, Vieno Simonen reçoit la médaille du mérite de classe II de l'Ordre de la croix de la Liberté pour son travail dans l'aide alimentaire.

## Carrière politique
En 1948, Vieno Simonen est élue députée représentant l'Union agrarienne pour la circonscription de l'Est de Kuopio (devenue circonscription de Carélie du Nord). Elle est députée du 22 juillet 1948 au 19 février 1962, et membre de plusieurs comités parlementaires dont les comités de l'éducation et des finances. 
Vieno Simonen est vice-ministre des Affaires sociales des gouvernements Kekkonen IV (09.07.1953–16.11.1953) et Törngren (05.05.1954–19.10.1954) et vice-ministre de l'Agriculture du gouvernement Fagerholm II (03.03.1956–26.05.1957).
Puis elle est ministre des Affaires sociales des gouvernements Sukselainen II (13.01.1959–13.07.1961) et Miettunen I (14.07.1961–12.04.1962).